# Aschkenas
Die Bezeichnung Aschkenas (hebr. אַשְׁכְּנַז, in der Septuaginta Ασχανάζ, in der Vulgata Ascenez) wurde in der mittelalterlichen rabbinischen Literatur für Deutschland verwendet.
Zudem war nach Genesis 10,3  Aschkenas der Name einer biblischen Figur, nämlich des Sohns von Gomer und Enkels des Japhet, über dessen Person jedoch im Bibeltext keinerlei nähere Angaben gemacht werden.

## Antiker Wortursprung
Im Buch Jer 51,27  wird das Königreich Aschkenas aufgefordert, gemeinsam mit den Königreichen Ararat (Urartu) und Minni (Mannäer) Babylon anzugreifen und zu zerstören:

„Heiligt die Völker zum Kampf gegen die Stadt Babel! Ruft wider sie die Königreiche Ararat, Minni und Aschkenas! Sammelt Kriegsleute gegen sie, bringt Rosse herauf, zahlreich wie Heuschrecken!“

Der entsprechende Text dürfte nach 594 v. Chr. formuliert worden sein. Mit dem biblischen Königreich der Aschkenas sind wahrscheinlich Skythen gemeint. Wenn man von einem Schreibfehler ausgeht, könnte die Form Aschkenas auf einer Verwechslung der hebräischen Zeichen Waw (für „u“) und Nun beruhen. Die assyrische Form war (A)š-ku-za-a bzw. (I)š-ku-za-a, was dem griechischen Skythai entspricht. Die Skythen waren Nachbarn und Verbündete der Mannäer (später auch der Assyrer) und griffen wiederholt das Reich Urartu an.
Eine andere Identifikationsmöglichkeit bietet sich mit den in griechischen Quellen genannten Askanioi, d. h. Phrygern. Dabei bleibt allerdings der Wortbestandteil -as problematisch, welches als Gentilizium der Lykischen Sprache erklärt wird.

## Mittelalterliche Assoziationen
In der jüdischen Tradition gilt die Figur des Aschkenas seit dem Mittelalter als Stammvater der Deutschen, was möglicherweise auf einer früheren Assoziation des Namens seines Vaters, Gomer, mit den Germanen beruht. Eine Gleichsetzung von Aschkenas mit den Germanen findet sich noch im 19. Jahrhundert unter anderem bei August Knobel, der den Namen der Asen aus Aschkenas ableiten wollte. Im frühen 6. Jahrhundert verband der anonyme Verfasser eines Exordiums zu Hieronymus’ Bearbeitung der Chronik des Eusebius von Caesarea etymologisch „Azkenez“ mit Skandia und kam zu dem Schluss: Ascanaci gentes Goticae – „Die Nachkommen des Askenez sind die gotischen Völker“. Ähnliches gilt für die legendhafte Gestalt des Aschanes, die unter anderem von Martin Luther und den Gebrüdern Grimm vor allem mit der Intention zitiert wurde, die geschichtlichen Ursprünge der germanischen Stämme mit antiken Quellen in Einklang zu bringen.

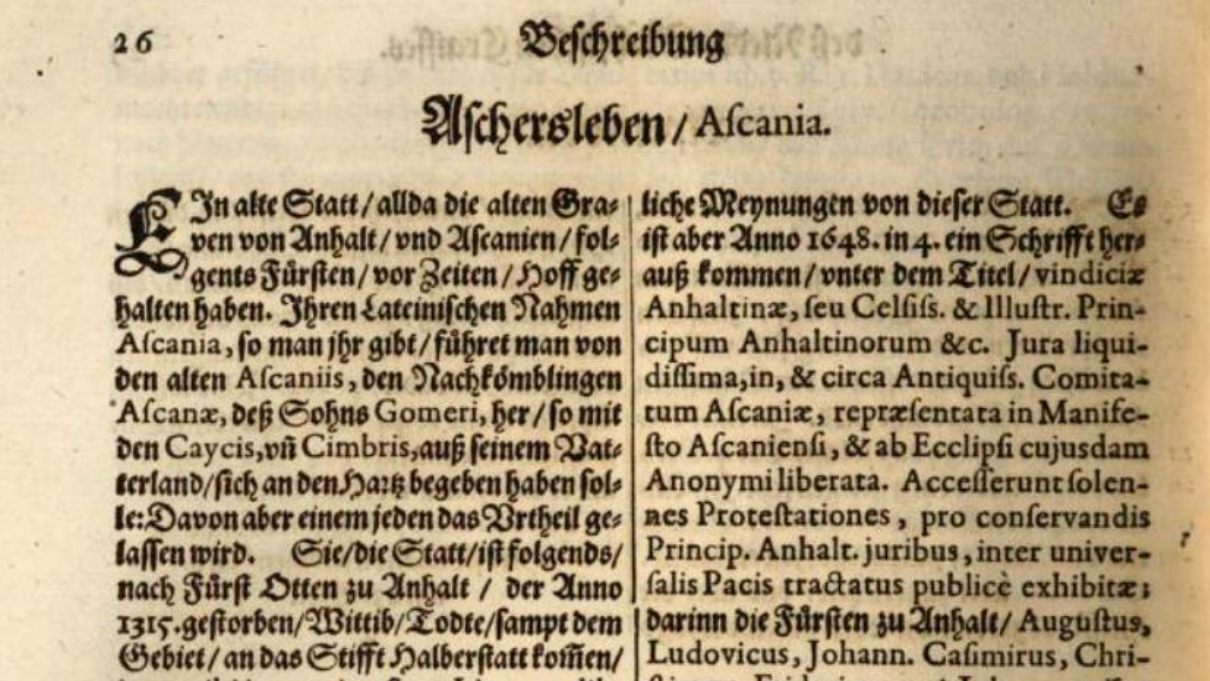
Matthäus Merian, Topographia Saxoniae Inferioris (1653)

Auch die Herkunft des Wortes Askanier, verwendet für das einst in Aschersleben residierende anhaltinische Fürstenhaus, wurde historisch in einigen deutschsprachigen Quellen auf Nachfahren (Ascaniis) des Aschkenas, den besagten Sohn des Gomer, zurückgeführt. Diese These wurde beispielsweise um 1650 in der Topographia Saxoniae Inferioris von Matthäus Merian aufgeführt.

## Heutiger Wortsinn
Das hebräische Wort Aschkenasim („Nachkommen des Aschkenas“ oder in der Folge „Menschen aus Aschkenas“) wird heute als Bezeichnung für die Juden west-, mittel- und osteuropäischer Herkunft verwendet. Ihr zentrales Siedlungsgebiet war im frühen Mittelalter Nordostfrankreich und das Rheinland; hierher waren ihre Vorfahren unter römischer Herrschaft aus Italien eingewandert, und von hier aus migrierten sie später nach Osteuropa. Die Aschkenasim, zu deren Hauptsprache das dem Deutschen verwandte Jiddische wurde, unterscheiden sich in Kultur und Sprache deutlich von den hauptsächlich bis ins 15. Jahrhundert auf der Iberischen Halbinsel ansässigen und auch noch später Judenspanisch sprechenden Sepharden sowie den griechisch geprägten Romanioten aus den Gebieten des früheren Byzantinischen Reiches.